# Самара-Радица (платформа)
Сама́ра-Ра́дица – железнодорожная платформа на территории посёлка Ра́дица-Кры́ловка, относящегося к Бежицкому району Брянска. Платформа расположена на двухпутном участке линии, действует в магистральном режиме. Оба пути электрифицированы. В 2008 году, в ходе ремонта платформы, снесён навес.
Название платформы происходит от прежнего названия посёлка, которое тот носил на момент возникновения станции.